# أكبر أباد مستوفي (مقاطعة فهرج)
اكبرآباد مستوفي (بالفارسية: اکبرآباد مستوفی) هي قرية تقع في البلدة المركزية في إيران. يقدر عدد سكانها بـ 299 نسمة .